# Napoleon Louis Bonaparte
Napoléon Louis Bonaparte (n. 11 octombrie 1804, Paris, Prima Republică Franceză – d. 17 martie 1831, Forlì, Italia), sau Louis al II-lea al Olandei, a fost al doilea fiu al regelui Olandei Louis Napoléon și a soției sale, Hortense de Beauharnais. Tatăl lui a fost fratele mai mic al împăratului Napoleon I și rege al Olandei iar mama sa a fost fiica lui Josephine de Beauharnais, prima soție a lui Napoleon.
Fratele mai mare a lui Napoléon Louis a murit în 1807 la numai patru ani. La moartea lui, Napoléon Louis a devenit prinț regal al regatului Olandei.
În 1809 Napoleon îl numește Mare Duce de Berg, statut pe care îl păstrează până în 1813.
Timp de cinci zile între abdicarea tatălui său și căderea Olandei în fața armatei franceze invadatoare în 1810, Louis Napoléon a domnit ca Lodewijk II, rege al Olandei.
Când Napoleon a fost detronat în 1815 după Bătălia de la Waterloo, Casa de Bourbon a fost  restaurată la tronul Franței. Napoléon Louis a fugit în exil însă familia Bonaparte nu a abandonat niciodată ideea restaurării imperiului napoleonian.
Napoléon Louis s-a căsătorit cu verișoara sa primară, Charlotte, fiica lui Joseph Bonaparte, fratele mai mare al lui Napoléon I. 
În cele din urmă imperiul napoleonian a fost resturat de fratele mai mic al lui Napoléon Louis care a devenit Napoleon al III-lea în 1852.
1. ↑  IdRef, accesat în 11 mai 2020